# Élection gouvernorale gagaouze de 2010
L'élection du gouverneur de Gagaouzie a lieu les 12 et 26 décembre 2010 afin d'élire le gouverneur, dit Bashkan, de la région autonome de Gagaouzie, en Moldavie, au suffrage universel direct pour un mandat de quatre ans. Le Gouverneur en exercice, Mihail Formuzal, l'emporte au second tour avec 51,38 % des voix.

## Système électoral
Les modalités des élections sont régies par la Loi sur le statut spécial de la Gagaouzie. Elles ont lieu au scrutin universel direct, secret et libre.
Le Bashkan est élu au scrutin uninominal majoritaire à deux tours pour un mandat de quatre ans renouvelable.
Le candidat ayant recuellis plus de 50 % des voix au premier tour ou, à défaut, lors d'un second tour organisé quatorze jours plus tard entre les deux candidats arrivés en tête au premier tour, est déclaré élu. 
L'élection est déclarée valide à la condition que la participation ait été d'au moins 50 % des inscrits pour un premier tour, et 33 % pour un second tour. Dans le cas contraire, il est procédé à un nouveau tour de scrutin.
Le gouverneur entre en fonction après confirmation de l'élection par un décret du président de la république de Moldavie.

## Conditions de candidatures
Sont éligibles les Gagaouzes âgés de plus de 35 ans parlant couramment le Gagaouze.
La loi électorale moldave n'autorisant pas les partis politiques régionaux, les élections du dirigeant de la minorité turcophone gagaouze sont historiquement marquées par la forte présence de candidats indépendants, ce qui n'empêche pas ces derniers d'afficher parfois leur proximité avec l'un ou l'autre parti ou dirigeant national Moldave.

## Résultats
| Candidats                 | Candidats                 | Parti                     | Premier tour | Premier tour | Second tour | Second tour |
| Candidats                 | Candidats                 | Parti                     | Voix         | %            | Voix        | %           |
| ------------------------- | ------------------------- | ------------------------- | ------------ | ------------ | ----------- | ----------- |
|                           | Mihail Formuzal           | Indépendant               | 22 484       | 37,19        | 31 576      | 51,38       |
|                           | Nicolai Dudoglo           | Indépendant               | 19 252       | 31,84        | 29 874      | 48,62       |
|                           | Irina Vlah                | Parti des communistes     | 18 720       | 30,96        |             |             |
|                           |                           |                           |              |              |             |             |
| Votes valides             | Votes valides             | Votes valides             | 60 456       | 99,34        | 61 450      | 99,28       |
| Votes blancs ou invalides | Votes blancs ou invalides | Votes blancs ou invalides | 401          | 0,66         | 449         | 0,72        |
| Total                     | Total                     | Total                     | 60 857       | 100          | 61 899      | 100         |
| Inscrits/Participation    | Inscrits/Participation    | Inscrits/Participation    | 106 861      | 56,95        | 108 924     | 56,83       |